# Follie di notte
Follie di notte è un film del 1978 diretto da Joe D'Amato e Bruno Mattei (non accreditato) appartenente al filone dei Mondo movie.

## Trama
Nato sull'onda del successo dei tre Le notti porno nel mondo, il film segue le avventure della cantante e showgirl Amanda Lear, agli inizi della carriera, in diverse città europee. Il lato exploitation è contenuto e sono comprese nella pellicola due sue esibizioni di sue canzoni degli anni settanta. Il film termina con la Lear, portata in pista da un misterioso motociclista, che canta la hit del momento, Enigma (Give a Bit of Mmh to Me), in mezzo a decine di ragazzi che ballano.
Il film è riempito di numeri teatrali, come quello di una ragazza nuda sotto mantello e cappuccio bianchi dai poteri psichici che fa 'innalzare' qualsiasi cosa, un prestigiatore che 'scambia' i sessi, una messa nera e un club dei masochisti. Forse per motivi censori, alcuni di questi si interrompono bruscamente. 

## Produzione
Il film venne in parte realizzato sfruttando spezzoni dei tre Le notti porno nel mondo precedenti non utilizzati. Le comparse, di volta in volta spostate, sono sempre le stesse in tutti e tre i film (si riconoscono il generico Bruno Alias, presentatore di un numero goliardico, e tra il pubblico il porno attore Giuseppe Curia, qui con i capelli tirati e senza baffi). I filmati in discoteca furono realizzati al Mais di Roma, locale allora molto in voga. La villa di Londra spacciata per casa di Amanda Lear è in realtà una villa nel complesso dell'Olgiata, sempre a Roma, vista in C'eravamo tanto amati, Di che segno sei?, Emanuelle in America e in decine di altri film, mentre l'antico edificio dove si svolgono gli incontri sadomaso, che nel film è spacciato come vicino Berlino, in realtà è Palazzo Borghese in piazza della Vittoria ad Artena (Roma). La showgirl, visto il risultato finale, si arrabbiò. 
Le parti con Amanda Lear vennero realizzate in presa diretta. Infatti mentre parla si possono sentire vari rumori di fondo (ad esempio l'eccessivo brusio delle scene in discoteca, il rumore di uno scooter che passa mentre sta nel suo guardaroba o l'abbaio di un cane quando rientra in villa).
Il titolo di lavorazione era Capitali di notte n°2.

## Versioni per l'estero
Per questo film, all'insaputa della protagonista, vennero girate un paio di sequenze hardcore reperibili nel blu ray statunitense edito dalla Full Moon (Crazy nights) della durata di 99 minuti. Si tratta di una brevissima fellatio (di cui non vediamo mai il pene in erezione) realizzata tra il capo-comparse Maurizio Streccioni e la sua fidanzata francese e una completa fatta da Marina Frajese a Rick Martino.
La versione tedesca (Mondo erotico), solo soft, pubblicata su videocassetta e poi su DVD, è più breve di quella italiana (circa 77'). 
Queste versioni hanno un montaggio alterato rispetto a quello originale italiano.
Inoltre nella versione in inglese i titoli di testa, al contrario di quelli italiani che sono dei semplici cartelli scritti in bianco su sfondo nero, mostrano immagini altrimenti inedite della Lear che prova il guardaroba e lancia occhiate maliziose. 
Oltre a ciò è riportato parte del cast che nella versione italiana rimane anonimo.

## Accoglienza
Il film venne massacrato dalla critica, ma ebbe scarsissimo riscontro anche da parte del pubblico incassando soltanto 97 638 000 di lire (dati SIAE) e, al contrario di altri film del regista, non è mai stato rivalutato neanche dagli appassionati del cosiddetto "cinema bis".

## Promozione
In alcuni cinema alla cassa veniva dato in omaggio un poster con autografo stampato della diva.
Frasi di lancio: 
- Amanda Lear lancia una sfida: Sono donna, donna, donna!!!
- ARRIVA AMANDA LEAR!!! La pantera del sesso!!!

## Colonna sonora
Le canzoni di Amanda Lear vennero regolarmente stampate su 45 e 33 giri Polydor, mentre le musiche di Piero Umiliani sono tutte di repertorio tratte dalle colonne sonore dei film Questo sporco mondo meraviglioso, Il corpo, La ragazza dalla pelle di luna, Angeli bianchi... angeli neri e dagli album To-day's sound, Psichedelia e Discomusic. In più che c'è un'esecuzione del celebre Tema della fanciulla cigno tratto da Il lago dei cigni di Pëtr Il'ič Čajkovskij non accreditata e la base strumentale con coro di Follow me. Non venne mai pubblicato un album e tuttora è inedito su LP, CD, streaming ufficiale e download digitale ufficiale.